# Monumento de Ancira

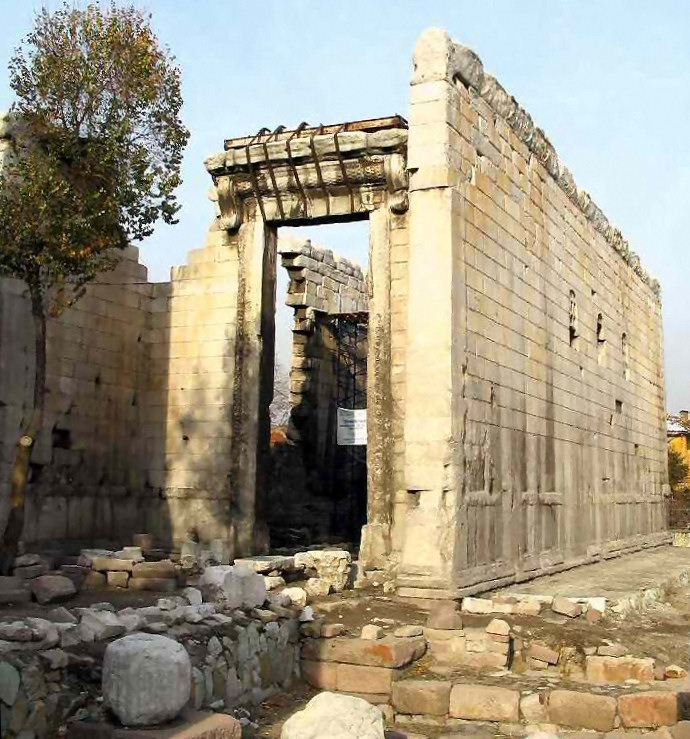
Ruínas do templo de Augusto e Roma em Ancara, Turquia.

Monumento de Ancira ou Monumento Ancirano (em latim: Monumentum Ancyranum) é um nome que refere-se ao Templo de Augusto e Roma em Ancira, hoje a cidade moderna de Ancara, na Turquia, ou à própria inscrição lá encontrada, a Res Gestae Divi Augusti, um texto relatando os feitos do primeiro imperador romano, Augusto. Alguns fragmentos do texto também foram encontrados em outros locais dentro do território do Império Romano, como em Apolônia e Antioquia, na Pisídia. A inscrição de Ancara, no entanto, que se localiza nas paredes do templo, é a mais bem preservada.

## Construção
O templo foi construído entre 25 a.C. e 20 d.C., após a conquista da Anatólia central pelo Império Romano e da formação da província da Galácia, cuja capital administrativa era Ancara. 

## AsRes Gestae Divi Augusti
Após a morte de Augusto, em 14 d.C., uma cópia do texto da Res Gestae Divi Augusti foi esculpida na parede interior do templo, dentro do pronau, em latim, com uma tradução em grego na parede externa da cela.
As inscrições são a principal fonte do texto que sobreviveu até nós, já que a inscrição original em pilares de bronze em frente ao Mausoléu de Augusto em Roma se perdeu há muito tempo. As outras duas inscrições sobreviventes são apenas fragmentos.
O Monumento de Ancira tornou-se conhecido em todo o mundo pela primeira vez por Ogier Ghiselin de Busbecq, embaixador de Fernando I de Habsburgo, ao sultão Solimão, o Magnífico (1555–1562) em Amásia, na Ásia Menor. Busbecq leu a inscrição e identificou sua origem a partir de uma citação de Suetônio; ele publicou uma cópia de alguns trechos nas suas Cartas turcas .